# Gérard de Balorre
Gérard de Balorre   (8è districte de París, 25 de novembre de 1899 - 16è districte de París, 6 de desembre de 1974) va ser un genet francès que va competir durant la dècada de 1930.
El 1936 va prendre part en els Jocs Olímpics de Berlín, on va disputar dues proves del programa d'hípica amb el cavall Debaucheur. Va guanyar la medalla de plata en la prova de doma per equips i fou sisè en la de doma individual.